# ایویتسا ایلیو
ایویتسا ایلیو (صربی: Ivica Iliev؛ زادهٔ ۲۷ اکتبر ۱۹۷۹) بازیکن فوتبال اهل صربستان بود.
از باشگاه‌هایی که در آن بازی کرده‌است می‌توان به باشگاه فوتبال مکابی تل آویو، باشگاه فوتبال جنوآ، باشگاه فوتبال مسینا، باشگاه فوتبال پائوک، باشگاه فوتبال ویسوا کراکوف، باشگاه فوتبال انرژی کوتبوس، و باشگاه فوتبال پارتیزان اشاره کرد.
وی همچنین در تیم‌های ملی فوتبال زیر ۲۱ سال صربستان، و صربستان و مونته‌نگرو بازی کرده‌است.